# Francis Fane de Brympton
Francis Fane (c. 1698 - 28 mai 1757) de Brympton d'Evercy, près de Yeovil, Somerset, et plus tard Wormsley, Oxfordshire est un commissaire pour le commerce et les plantations, et un député britannique.

## Jeunesse

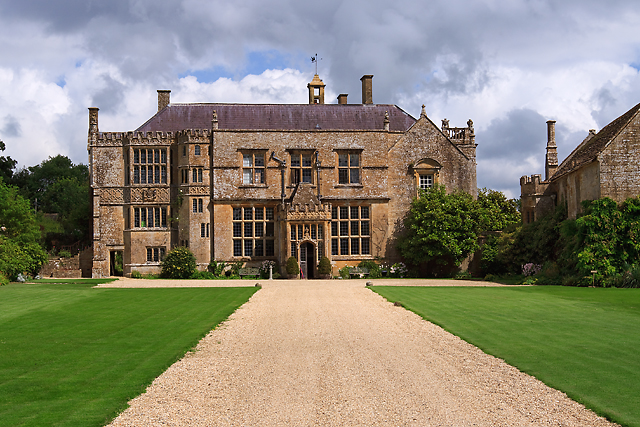
Maison Brympton d'Evercy

Francis Fane est le fils aîné de Henry Fane, un marchand de Bristol. Il fait ses études au King's College, Cambridge, obtenant son diplôme en 1715, après quoi il entre au Middle Temple et est appelé au barreau en 1721. En tant que fils aîné, il hérite en 1726 du domaine de son père. L'année suivante, il devient conseiller du roi et conseiller de Middle Temple. Il est nommé conseil permanent du conseil du Commerce et des Plantations en 1725, poste qu'il occupe jusqu'en 1746. En 1731, il achète le domaine de Brympton d'Evercy au receveur général.

## Carrière parlementaire
Il représente Taunton dans le Somersetshire au parlement et siège le 27 janvier 1728. Il représente le même siège au parlement convoqué pour se réunir le 13 juin 1734 puis représente Petersfield dans celui convoqué pour se réunir le 25 juin 1741.
Il est également solliciteur général de la reine Caroline entre le 13 mai 1729 et sa mort en 1737, et président du comité des voies et moyens entre 1739 et 1751. En 1746, étant l'un des commissaires de la Commission du Commerce, il est réélu au parlement qui siège le 12 novembre 1747, représentant Ilchester. Il hérite de certains domaines de son oncle maternel John Scrope en 1752. Il démissionne de sa place de commissaire au commerce et aux plantations en avril 1756.
Il est mort célibataire le 28 mai 1757, âgé de 59 ans, alors qu'il est en fonction comme député de Lyme Regis et est enterré à Lewknor dans l'Oxfordshire.

## Famille
Le père de Fane est un arrière-petit-fils de Francis Fane (1er comte de Westmorland). Son jeune frère et héritier, Thomas, hérite du comté de Westmorland à la mort du 7e comte en 1762. Son plus jeune frère est Henry Fane de Wormsley.